# 埃图伊
埃图伊（法語：Étouy，法語發音：[etwi]）是法国瓦兹省的一个市镇，位于该省中部，属于克莱蒙区。

## 地理
埃图伊（49°25'8"N, 2°21'50"E）面积9.53 平方千米，位于法国上法蘭西大區瓦兹省，该省份为法国北部内陆省份，北起索姆省，西接厄尔省和滨海塞纳省，南至塞纳-马恩省和瓦兹河谷省，东临埃纳省。
与埃图伊接壤的市镇（或旧市镇、城区）包括：富尔尼瓦勒、阿涅茨、艾里永、阿夫勒希、比勒、埃地区拉纳维尔。
埃图伊的时区为UTC+01:00、UTC+02:00（夏令时）。

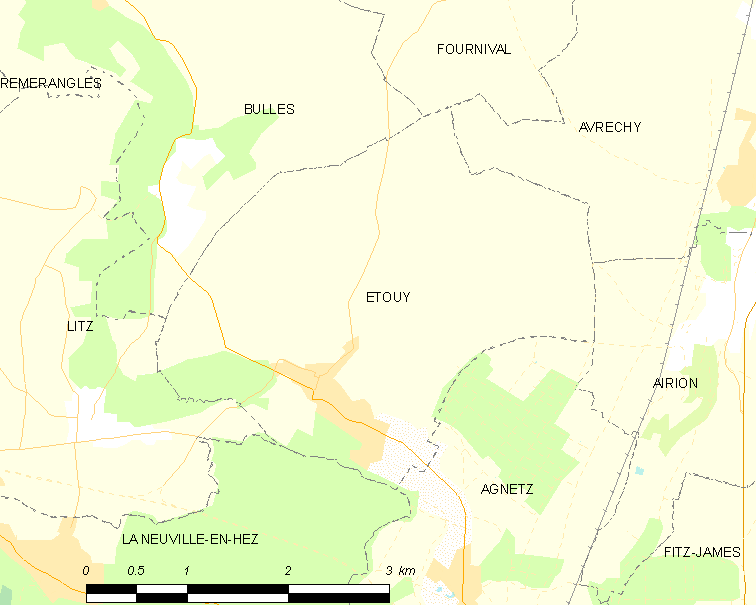
埃图伊的OSM定位图

## 行政
埃图伊的邮政编码为60600，INSEE市镇编码为60225。

## 政治
埃图伊所属的省级选区为克莱蒙县。

## 人口

1962-2008年间埃图伊人口变化图示

埃图伊于2022年1月1日时的人口数量为839人。